# Ганс Крістіан Грам
Га́нс Крістіа́н Гра́м (дан. Hans Christian Gram; 13 вересня 1853, Копенгаген, Данія — 14 листопада 1938, Копенгаген, Данія), — данський бактеріолог, який розробив метод фарбування бактерій.

## Життєпис
Він був сином Фредеріка Теркеля Грама, професора юриспруденції, і Луїзи Кристіани Роулунд.
Грам вивчав ботаніку в Університеті Копенгагена і працював асистентом з ботаніки у зоолога Япетуса Стеенструпа. Його зацікавлення до рослин змусило його вивчити основи фармакології і використання мікроскопу.
Він вступив до медичної школи в 1878 році і закінчив її у 1883 році. З метою підвищення своєї кваліфікації він подорожував по Європі між 1878 і 1885 роками.
Працюючи у Берліні в лабораторії німецького мікробіолога Карла Фрідленда, Грам зауважив, що обробка мазка бактерій кришталевим фіолетовим барвником з подальшою обробкою розчином йоду та органічним розчинником, дозволяє виявити відмінності в структурі та біохімічній функції різних бактерій. Так у 1884 році він розробив метод розпізнавання двох головних класів бактерій. Ця техніка, фарбування за Грамом, і тепер є стандартною процедурою в медичній мікробіології. 
У 1891 році Грам став викладачем фармакології. У 1900 він був призначений на посаду професора Університету Копенгагена. 

## Метод Грама
Роботою, яка принесла йому світову популярність, стала розробка методу фарбування бактерій. Метод згодом відіграв головну роль у класифікації бактерій. Грам був скромною людиною і в своїй першій публікації зазначив: «І таким чином я публікую метод, незважаючи на те, що знаю, що зараз він має недоліки і недосконалий; але я також сподіваюся що в руках інших дослідників він перетвориться на щось корисне».

## Інші роботи
Його перша робота була пов'язана з дослідженням червоних кров'яних тілець людини. Він був серед перших, хто зрозумів, що збільшення їх розмірів (макроеритроцити) може свідчити про злоякісну анемію. 
Після призначення на посаду професора в 1900 році він опублікував чотири томи клінічних лекцій, які стали широко використовуватися в Данії. Грам покинув посаду в 1923 році.